# Stopplaats Stillewald
Stopplaats Stillewald (ook wel Stilliwald genaamd, afk. Stw) is een voormalige halte aan de spoorlijn Winterswijk - Zevenaar. Stopplaats Stillewald werd voorafgegaan door Station Wehl en gevolgd door Station Didam. De stopplaats werd geopend op 15 oktober 1890 en gesloten op 1 december 1892. De heropening vond plaats tussen 28 januari 1893 en 1 juli 1920.
De stopplaats is vernoemd naar het ten zuidoosten ervan gelegen landgoed Stille Wald.
Winterswijk GOLS ·
0,0: Winterswijk ·
6,5: Miste ·
8,6: Bredevoort ·
11,9: Aalten ·
16,3: Lintelo ·
20,4: Varsseveld ·
26,7: Silvolde ·
27,3: Terborg ·
28,7: Gaanderen ·
30,2: Gaanderen-Oosselt ·
Doetinchem Stadion ·
33,6: Doetinchem ·
34,3: Doetinchem West ·
36,1: Doetinchem De Huet ·
39,2: Wehl ·
41,0: Stillewald ·
45,4: Didam ·
49,0: Zevenaar GOLS ·
49,6: Zevenaar
Huidige stations:
Aalten ·
Apeldoorn · 
-De Maten · 
-Osseveld ·
Arnhem:
-Centraal · 
-Presikhaaf · 
-Velperpoort · 
-Zuid ·
Barneveld:
-Centrum · 
-Noord ·
-Zuid ·
Beesd ·
Brummen ·
Culemborg ·
Didam ·
Dieren ·
Doetinchem · 
-De Huet · 
Duiven ·
Ede:
-Centrum ·
-Wageningen ·
Elst ·
Ermelo ·
Gaanderen · 
Geldermalsen ·
't Harde ·
Harderwijk ·
Hemmen-Dodewaard ·
Kesteren ·
Klarenbeek ·
Lichtenvoorde-Groenlo ·
Lochem ·
Lunteren ·
Nijkerk ·
Nijmegen · 
-Dukenburg · 
-Goffert · 
-Heyendaal · 
-Lent ·
Nunspeet · 
Oosterbeek ·
Opheusden ·
Putten ·
Rheden ·
Ruurlo ·
Terborg ·
Tiel · 
-Passewaaij ·
Twello · 
Varsseveld · 
Veenendaal-De Klomp · 
Velp · 
Voorst-Empe · 
Vorden · 
Wehl ·
Westervoort · 
Wezep · 
Wijchen ·
Winterswijk · 
-West · 
Wolfheze · 
Zaltbommel · 
Zetten-Andelst · 
Zevenaar · 
Zutphen
Voormalige stations: lijst van voormalige spoorwegstations in Gelderland